# Ova da Roseg
Der Ova da Roseg (rätoromanisch Ova da Rosegⓘ) ist ein etwa 15 Kilometer langer Wildbach im Flusssystem des Inn. Er vereint sich bei Pontresina mit dem Ova da Bernina, danach wird der Bach Flaz genannt.

## Geographie
Der Lej da Vadret auf 2160 m ü. M. unterhalb des Roseggletschers bildet die Quelle des Ova da Roseg. Mehrere kleine Bäche füllen nebst dem Roseggletscher den knapp 2 Kilometer langen See. Von dort an fliesst der Bach durch das Val Roseg talwärts. Bereits nach etwa 1 Kilometer fliesst von rechts der Abfluss des Tschiervagletschers zu. Der Bach fächert sich in viele Seitenarme auf und fliesst vorbei an Roseg auf knapp 2000 m ü. M. Danach wird das Bachbett schmaler, es fliessen weitere kleine Bäche zu, bis sich der Bach kurz nach dem Bahnhof Pontresina mit dem Ova da Bernina zur Flaz vereinigt.